# Mohammed Achik
Mohamed Abdelhak Achik (1 februari 1965) is een Marokkaans voormalig amateurbokser die een bronzen medaille wist te winnen in het bantamgewicht (– 54 kg) op de Olympische Zomerspelen 1992 in Barcelona. 

## Olympische resultaten
- Versloeg Dieter Berg (Duitsland) 3-0
- Versloeg Slimane Zengli (Algerije) 12-8
- Versloeg Remigio Molina (Argentinië) 15-5
- Verloor van Joel Casamayor (Cuba) TKO 1 (2:33)